# Veinticinco de Mayo (departement van San Juan)
Veinticinco de Mayo is een departement in de Argentijnse provincie San Juan. Het departement (Spaans:  departamento) heeft een oppervlakte van 4.519 km² en telt 15.193 inwoners.

## Plaatsen in departement Veinticinco de Mayo
- Casuarinas
- El Encón
- La Chimbera
- Pozo Salado
- Tupelí
- Villa Borjas
- Villa El Tango
- Villa Santa Rosa